# KBS Joy
KBS joy（韓語：KBS 조이）是韩国放送公社的子公司KBS N旗下的一个以播放综艺节目为主的有線电视频道。

## 历史
- 2006年11月1日，改称KBS joy。

## 播放节目

### 自地面电视频道
- 《快乐星期天》
  - 《超人歸來》
  - 《两天一夜》
- 《搞笑演唱会》
- 《欢乐在一起》
- 《大国民脱口秀-你好》
- 《KBS音乐银行》

### 自制作节目
- 《Hello Baby》
  - 《少女时代 Hello Baby》
  - 《SHINee Hello Baby》
  - 《T-ara Hello Baby》
  - 《利特&Sistar Hello Baby》
  - 《MBLAQ Hello Baby》
  - 《B1A4 Hello Baby》
  - 《Boyfriend Hello Baby》